# De vrek (film)
De vrek is een Vlaamse televisiefilm uit 1989, geregisseerd door Dirk Tanghe en Maryse Van den Wyngaert. Het is een verfilming van het Frans toneelstuk De vrek (originele titel L'Avare) uit 1667 van Molière.

## Verhaal
Harpagon is een schatrijke maar gierige weduwnaar met twee kinderen, Elise en Cléante. Omdat hij schrik heeft dat men zijn geld wil stelen, heeft Harpagon zijn fortuin in de tuin begraven. Hij hoopt dat zijn kinderen een rijke partij zullen vinden om mee te trouwen. Maar alles loopt anders dan verwacht want zijn zoon Cléante wordt verliefd op Marianne, een arm volks meisje en zijn dochter Elise is verliefd op huismeester Valère die eveneens straatarm is.

## Rolverdeling
| Acteur                  | Personage       | Rolbeschrijving                                               |
| ----------------------- | --------------- | ------------------------------------------------------------- |
| Nolle Versyp            | Harpagnon       | vader van Cléante en Elise, verliefd op Marianne en haar goud |
| Eddy Vereycken          | Cléante         | minnaar van Marianne                                          |
| Karen De Visscher       | Elise           | minnares van Valère                                           |
| Peter Van Asbroeck      | Valère          |                                                               |
| Magda Cnudde            | Marianne        |                                                               |
| Chris Boni              | mevrouw Frosine |                                                               |
| Raf Reymen              | Meester Simon   | makelaar                                                      |
| Bob Van Der Veken       | Meester Jacques | kok en koetsier                                               |
| Jef Demedts             | La Flèche       | bediende van Cléante                                          |
| Willem Van Cauwenberghe |                 | griffier                                                      |

## Productie
Nolle Versyp kreeg voor zijn vertolking van Harpagon de Oscar de Gruyterprijs.